# 猪笼草科 (2001年专著)
《猪笼草科》（Nepenthaceae）是由马丁·奇克和马修·杰布所著的关于文莱、印度尼西亚、马来西亚、巴布亚新几内亚、菲律宾和新加坡猪笼草属食虫植物的专著。2001年其发表于荷兰国家植物标本馆的《马来西亚植物志》（Flora Malesiana）第十五卷中。该专著中的物种描述基于作者在婆罗洲、新几内亚和西马来西亚的实地考察及20个植物标本馆中的干燥标本。

## 主要内容
马丁·奇克和马修·杰布共确定了83个产自马来西亚的物种，包括三个自然杂交种（虎克猪笼草（N. × hookeriana）、基纳巴卢山猪笼草（N. × kinabaluensis）和毛果猪笼草（N. × trichocarpa））和一个“鲜为人知的物种”（迪安猪笼草（N. deaniana））。此外，它们还提到了4个“被排除在物种之外的类群”：雪线猪笼草（N. cincta）、冠猪笼草（N. cristata）、窄唇猪笼草（N. leptochila）和忽视猪笼草（N. neglecta）。
在《猪笼草科》中，马丁·奇克和马修·杰布对在他们1997年的专著——《猪笼草属（猪笼草科）的框架性修订》中确定的分类鉴定进行了几处修改。他们赞同查尔斯·克拉克在《婆罗洲的猪笼草》中对婆罗洲猪笼草（N. borneensis）和法萨猪笼草（N. faizaliana）的说明，将前者归为博世猪笼草（N. boschiana）的同物异名，而将后者从窄叶猪笼草（N. stenophylla）独立出来。此外，曾被作者认为非常可疑的类群——菲律宾猪笼草（N. philippinensis）也被视为一个独立的物种。关于物种的描述，在马丁·奇克和马修·杰布进行框架性修订的准备时，他们就已承认了本斯通猪笼草（N. benstonei）、熔岩猪笼草（N. lavicola）、惊奇猪笼草（N. mira）和辛布亚岛猪笼草（N. sibuyanensis）。但他们仍拒绝承认昂嘎桑猪笼草（N. angasanensis），继续认为其是迈克猪笼草（N. mikei）的一个同物异名。

### 所述物种
该书共介绍了83个有效物种，其中包括了三个自然杂交种和一个“鲜为人知的物种”。
1. 宽叶猪笼草
N. adnata
2. 翼状猪笼草
N. alata
3. 白环猪笼草
N. albomarginata
4. 苹果猪笼草
N. ampullaria
5. 阿金特猪笼草
N. argentii
6. 马兜铃猪笼草
N. aristolochioides
7. 贝里猪笼草
N. bellii
8. 本斯通猪笼草
N. benstonei
9. 二齿猪笼草
N. bicalcarata
10. 邦苏猪笼草
N. bongso
11. 博世猪笼草
N. boschiana
12. 豹斑猪笼草
N. burbidgeae
13. 伯克猪笼草
N. burkei
14. 风铃猪笼草
N. campanulata
15. 圆盾猪笼草
N. clipeata
16. 丹瑟猪笼草
N. danseri
17. 密花猪笼草
N. densiflora
18. 上位猪笼草
N. dubia
19. 疑惑猪笼草
N. edwardsiana
20. 爱德华猪笼草
N. diatas
21. 鞍型猪笼草
N. ephippiata
22. 真穗猪笼草
N. eustachya
23. 艾玛猪笼草
N. eymae
24. 法萨猪笼草
N. faizaliana
25. 暗色猪笼草
N. fusca
26. 无毛猪笼草
N. glabrata
27. 小猪笼草
N. gracilis
28. 瘦小猪笼草
N. gracillima
29. 裸瓶猪笼草
N. gymnamphora
30. 钩唇猪笼草
N. hamata
31. 刚毛猪笼草
N. hirsuta
32. 粗毛猪笼草
N. hispida
33. 虎克猪笼草
N. hookeriana
34. 无刺猪笼草
N. inermis
35. 卓越猪笼草
N. insignis
36. 基纳巴卢山猪笼草
N. kinabaluensis
37. 克洛斯猪笼草
N. klossii
38. 蓝姆猪笼草
N. lamii
39. 熔岩猪笼草
N. lavicola
40. 劳氏猪笼草
N. lowii
41. 麦克法兰猪笼草
N. macfarlanei
42. 大叶猪笼草
N. macrophylla
43. 大型平庸猪笼草
N. macrovulgaris
44. 马普鲁山猪笼草
N. mapuluensis]
45. 大猪笼草
N. maxima
46. 美林猪笼草
N. merrilliana
47. 迈克猪笼草
N. mikei
48. 惊奇猪笼草
N. mira
49. 奇异猪笼草
N. mirabilis
50. 柔毛猪笼草
N. mollis
51. 姆鲁山猪笼草
N. muluensis
52. 毛律山猪笼草
N. murudensis
53. 新几内亚猪笼草
N. neoguineensis
54. 诺斯猪笼草
N. northiana
55. 卵形猪笼草
N. ovata
56. 圆锥猪笼草
N. paniculata
57. 巴布亚猪笼草
N. papuana
58. 梳状猪笼草
N. pectinata
59. 有柄猪笼草
N. petiolata
60. 菲律宾猪笼草
N. philippinensis
61. 细毛猪笼草
N. pilosa
62. 莱佛士猪笼草
N. rafflesiana
63. 马来王猪笼草
N. rajah
64. 岔刺猪笼草
N. ramispina'
65. 两眼猪笼草
N. reinwardtiana
66. 菱茎猪笼草
N. rhombicaulis
67. 血红猪笼草
N. sanguinea
68. 辛布亚岛猪笼草
N. sibuyanensis
69. 欣佳浪山猪笼草
N. singalana
70. 匙叶猪笼草
N. spathulata
71. 显目猪笼草
N. spectabilis
72. 窄叶猪笼草
N. stenophylla
73. 苏门答腊猪笼草
N. sumatrana
74. 毛盖猪笼草
N. tentaculata
75. 多巴猪笼草
N. tobaica
76. 托莫里猪笼草
N. tomoriana
77. 特勒布猪笼草
N. treubiana
78. 毛果猪笼草
N. trichocarpa
79. 宝特瓶猪笼草
N. truncata
80. 维奇猪笼草
N. veitchii
81. 葫芦猪笼草
N. ventricosa
82. 长毛猪笼草
N. villosa

鲜为人知的物种
1. 迪安猪笼草
N. deaniana

非物种
1. 雪线猪笼草
N. cincta
2. 冠猪笼草
N. cristata
3. 窄唇猪笼草
N. lindleyana
4. 忽视猪笼草
N. neglecta

## 同行评议
分类学家简·斯洛尔（Jan Schlauer）在2002年3月的《食虫植物通讯》中对《猪笼草科》进行了评述。他写道该专著“的分类法基本上与1997年发表的‘框架性修订’中的相同”。简·斯洛尔补充说道：
|  | 不幸的是，最近的研究忽略的以前未在报告中出现的模式标本和苏门答腊的物种。分子鉴定和分类法可能会比选择表位型去保留窄叶猪笼草和细毛猪笼草（N. pilosa）更有用。 |

劳拉·S·迈茨纳·约德在2005年1月的《经济植物学》中给予了该专著积极的评价：
|  | 其物种描述包括了全面的参考文献和营养组织与生殖组织的形态特征。因上位笼和下位笼的形态特征对于鉴定来说十分的重要，所以作者在这些方面提供了充分的信息。所记录的每一个物种都提供了为了防止与相似的物种混淆的专家提示，现有植株的观测数据及独有的生态笔记和轶事。这些提示让读者更好的了解猪笼草科中的每一个物种。 该专著具19页的配图，可见一斑，其不但是植物学家和园艺家不可缺少的，同时也是对在野外遇到这些植物时会感到好奇的徒步者的推荐书籍。 |

查尔斯·克拉克在2001年9月的《澳大利亚食虫植物协会公报》中评述了该专著。